# Colette Avital
Colette Avital  (în ebraică קולט אביטל, n. 1 mai 1940, București, România) este o diplomată și o politiciană israeliană social-democrată originară din România, care a îndeplinit funcția de deputat în Knesset-ul (Parlamentul) Statului Israel între anii 1999-2009, din partea Partidului Muncii. A fost cea dintâi femeie care a candidat pentru funcția de președinte al Israelului în anul 2007.

## Biografie
Colette Avital s-a născut la București cu numele Colette Abramovici la data de 1 mai 1940 în municipiul București (România). Ambii părinți erau evrei moldoveni, originari din orașul Bacău. Bunicul din partea mamei, Ozias Herșcovici, a fost conducătorul Comunității evreiești din Bacău, iar bunicul din partea tatălui era proprietarul unei mari fabrici de piele, afacere care a fost continuată și de tatăl său.
Colette Avital a crescut la Bacău, unde tatăl ei conducea o fabrică de piele și o bancă, și apoi la București. Mama ei era profesoară de franceză. În casa părintească au vorbit limba română, dar Colette a învățat și franceza și alte limbi străine, la dorința părinților săi. În timpul regimului de orientare fascistă al lui Ion Antonescu tatăl ei a fost deținut un timp ca ostatic și supus la torturi în clădirea primăriei Bacău. După ce casa le-a fost expropriată, Colette și mama ei s-au refugiat la București. Câtiva membri ai familiei au murit în bombardamentele aliaților asupra Bucureștiului. După război, Colette Abramovici a studiat la Liceul clasic mixt din București, locuind pe Strada Știrbei Vodă. Familia a suferit persecuții și din partea regimului comunist instalat începând din 1947. Tatăl ei a fost anchetat de Securitate, fiind acuzat că a avut o fabrică și că era "capitalist". În cele din urmă familia ei a emigrat în Israel în anul 1950, la scurt timp după Războiul de independență al acestei țări și s-a stabilit la Tel Aviv. Familia s-a confruntat cu greutăți de aclimatizare și economice. Tatăl nu a mai avut succes în afaceri. Colette a continuat studiile liceale la Școala catolică  franceză din Jaffa și apoi la Liceul municipal nr.5 din Tel Aviv.
„Țara era ruinată, sute de mii de evrei, supraviețuitorii Holocaustului european, se așezau în țară. Trăiam în corturi, cumpăram hrană pe cartelă, aveam dreptul la câteva ouă pe săptămână, dar eram cu toții stăpâniți de o imensă dorință de a construi o țară strălucitoare. Știam că vom reuși. Mă deranjau doar apelativele de "romanim ganavim" (români hoți) o stigmă pusă pe nedrept emigranților evrei din România. Îmi amintesc că, nu o dată, mama, care începuse să lucreze ca secretară, se întorcea acasă plângând și povestea despre glumele cu "romanim-ganavim".”—Colette Avital
După încheierea serviciului militar, s-a înscris la Facultatea de Științe Politice și Relații Internaționale din cadrul Universității Ebraice din Ierusalim, deși i se oferise o bursă la Sorbona. A urmat apoi cursuri de masterat în Administrație Publică.
În tinerețe, la sfatul unei bune prietene, poeta Hamutal Bar Yosef, și-a ales numele ebraic de familie Avital. 

### Activitatea profesională
Încă din timpul studenției, s-a angajat ca secretară la Ministerul de Externe, pentru a-și plăti taxele universitare. În cadrul Ministerului de Externe, a îndeplinit funcțiile de director adjunct al Departamentului de Informare și Comunicații, director al Diviziei de Pregătire a personalului diplomatic și director general adjunct al Diviziei de Informare și Comunicare.
Colette Avital a lucrat în diplomația israeliană ca atașat de presă la Bruxelles, consul și locțiitor de consul general la Boston, ministru plenipotențiar la Paris (1982-1985), ambasadoare în Portugalia (1988-1992) și a servit apoi în funcția de consul general la New York (1992-1996). În această ultimă funcție a avut rang de ambasador și s-a ocupat în mod special de dezvoltarea relațiilor cu liderii politici din statele New York, New Jersey și Maryland.
După ce a revenit în Israel, a fost numită director general adjunct pentru problemele Europei Occidentale, cel de-al treilea post ca importanță în Ministerul de Externe din Israel.
A publicat articole de politică externă în prestigioasele reviste "Le Monde" (Franța), "New York Times" și "New York Post".

### Activitatea politică
În anul 1999, a fost aleasă ca deputat în cadrul Knesset-ului israelian, din partea Partidului Muncii, fiind realeasă la alegerile din anii 2003 și 2006. În cadrul Knesset-ului, Colette Avital a îndeplinit numeroase funcții: președinte al Comisiei de Etică și șeful Comisiei de cercetare pentru identificarea și retrocedarea bunurilor victimelor Holocaustului, comisie care, în anul 2005, și-a prezentat concluziile guvernului.
Colette Avital a mai deținut și funcția de președinte al Comisiei parlamentare pentru Imigrare, Absorbție și Diaspora (2003-2009), iar în cadrul Partidului Muncii, cea de secretară pentru probleme internaționale.
Mandatul președintelui de atunci al Israelului, Moshe Katsav, urma să înceteze la începutul verii anului 2007. Ca urmare a faptului că președintele Israelului a fost inculpat oficial de către Procuratura statului Israel pentru viol și hărțuire sexuală, la data de 25 ianuarie 2007, Moshe Katsav a fost suspendat temporar din funcție la cererea sa, de către Knesset. Parlamentul l-a desemnat ca președinte interimar pe președintele său, Dalia Itzik.
Încă din august 2006, Colette Avital, deputată a Partidului Muncii, și-a anunțat intenția de a candida pentru funcția de președinte al Israelului. Acest fapt a reprezentat o dublă premieră în politica israeliană: pentru prima dată, o femeie vrea să devină șef de stat și pentru prima dată un om politic originar din România aspiră la această cea mai înaltă funcție. În Israel, președintele este ales de către Parlament. Israelul a mai avut o singură femeie într-o funcție-cheie în stat, de-a lungul istoriei: fostul prim-ministru Golda Meir.
Colette Avital a apreciat că o femeie-președinte ar putea fi o bună alegere pentru israelieni. "O femeie ar putea aduce pentru acest post un comportament mai calm. La ora actuală, când sunt atâtea probleme și scandaluri la noi, o femeie ar putea să liniștească puțin țara".  Ea și-a anunțat intenția de a conduce negocierile cu palestinienii și a aduce pacea și armonia între  diferitele componente ale poporului israelian.
La alegerile prezidențiale din 13 iulie 2007, ea a fost candidată a Partidului Muncii, confruntându-se cu Shimon Peres și Reuven Rivlin. Candidatura sa a avut parte de o lipsă de susținere în sânul propriului partid, unii reprezentanți ai Partidului Muncii cerându-i să se retragă în favoarea fostului lider laburist Shimon Peres. După primul tur de scrutin, ea s-a clasat doar pe locul al treilea, obținând 21 voturi din 120 și s-a retras în favoarea lui Shimon Peres, care a câștigat în turul al doilea.
În anul 2007 Avital a înaintat o listă de vorbe insultătoare în scopul interzicerii folosirii lor în dezbaterile parlamentare. 
În iunie 2007, ca parte a unei acțiuni de promovare a imaginii Israelului realizate de către Consulatul Israelian de la New York, revista Maxim a publicat fotografii ale fotomodelelor israeliene, toate făcând parte din Armata de Apărare a Israelului. Articolul a apărut cu titlul de "Femeile din Armata de Apărare a Israelului". Acest articol a cauzat o reacție dură din partea lui Colette Avital care a declarat că: "Sunt atâtea lucruri frumoase și interesante pe care le putem folosi pentru a promova imaginea Israelului decât să arătăm femei pe jumătate goale într-o revistă de această categorie, pe care o consider pornografică".
În 2009, fiind plasată pe locul al 19-lea al listei Partidului Muncii pentru Knesset, nu a mai obținut un mandat de deputat, deoarece partidul a câștigat doar 13 locuri în parlament. 
După 2009 Avital a îndeplinit funcțiile de presedintă a Centrului ideologic-pedagogic al Fondului Berl Katznelson si de președintă a Camerei de comerț Israel-România. După 2012 a fost președinta Centrului organizațiilor supraviețuitorilor Holocaustului din Israel, fiind aleasă de reprezentanții a 56 asociații pentru drepturile acestora. A activat și ca președintă a Asociației „Hanevel vehazamir”, responsabilă pentru organizarea Concursului internațional de harpă din Tel Aviv și al concursului de coruri Zimriya.  
În 2009 a fost numită consilieră a organizației evreiești liberale „J Street” din Statele Unite.
La alegerile pentru al 20-lea Knesset a fost înscrisă pe locul simbolic 109 pe lista de candidați ai partidului liberal de stânga Meretz și a participat la conferința acestui partid politic. 
În octombrie 2021 a relatat Avital că Shimon Peres, care între timp a decedat in 2016, a hărțuit-o sexual în trecut, de două ori. 

### Viața privată
Colette Avital este necăsătorită și locuiește în prezent în orașul Ierusalim. Ea stăpânește șapte limbi: ebraică, română, engleză, franceză, germană, portugheză și italiană.

## Premii și onoruri
- Legiunea de onoare a Franței cu grad de cavaler (2001), apoi de ofițer (2010)
- Doctor honoris causa al Universității Rochester din Statele Unite
- 2021 - Ordinul Bene Merito din partea Poloniei

## Cărți
- Hayaldá im ha'anivá haadumá (Fetița cu cravată roșie) - autobiografie, Editura Yediot Sfarim - Hemed - 2021